# Everon Pisas
Everon Romario Elvis Pisas (Willemstad, 13 oktober 1994) is een Nederlands voetballer die bij voorkeur als aanvaller speelt. Hij tekende in juni 2016 een contract tot medio 2017 bij FC Dordrecht, met een optie voor nog een seizoen. De Zuid-Hollandse club nam hem over van ACS Poli Timișoara, nadat hij een half jaar eerder juist de omgekeerde weg bewandelde.

## Clubcarrière
Pisas groeide op in Zwijndrecht. Op zesjarige leeftijd begon hij met voetballen bij ZVV Pelikaan, waarna hij op twaalfjarige leeftijd werd opgenomen in de jeugdopleiding van FC Dordrecht. Hiervoor maakte hij op 2 augustus 2013 zijn debuut in het eerste elftal, in de Eerste divisie. Hij kwam in de eerste wedstrijd van het seizoen tegen MVV Maastricht in de 81ste minuut in het veld als vervanger van Erixon Danso. Pisas dwong met Dordrecht in het seizoen 2013/14 promotie af naar de Eredivisie. In april maakte hij twee doelpunten in de Eredivisie, tegen Heracles Almelo (4 april, 2–3 verlies) en NAC Breda (11 april, 2–2 gelijkspel). Pisas degradeerde met Dordrecht in het seizoen 2014/15 uit de Eredivisie.
Pisas verruilde FC Dordrecht in januari 2016 voor ACS Poli Timișoara. Daarmee degradeerde hij dat seizoen uit de Liga 1. Hij keerde in juni 2016 terug naar Dordrecht, waar hij ditmaal tekende tot medio 2017 met een optie voor nog een seizoen.

## Clubstatistieken
| Seizoen | Club               | Competitie     | Wedstrijden | Doelpunten |
| ------- | ------------------ | -------------- | ----------- | ---------- |
| 2013/14 | FC Dordrecht       | Eerste divisie | 18          | 0          |
| 2014/15 | FC Dordrecht       | Eredivisie     | 25          | 2          |
| 2015/16 | FC Dordrecht       | Eerste divisie | 7           | 0          |
| 2015/16 | ACS Poli Timișoara | Liga 1         | 7           | 0          |
| 2016/17 | FC Dordrecht       | Eerste divisie | 22          | 2          |

Bijgewerkt op 22 april 2018